# Uniforme de la selección de fútbol de Bulgaria

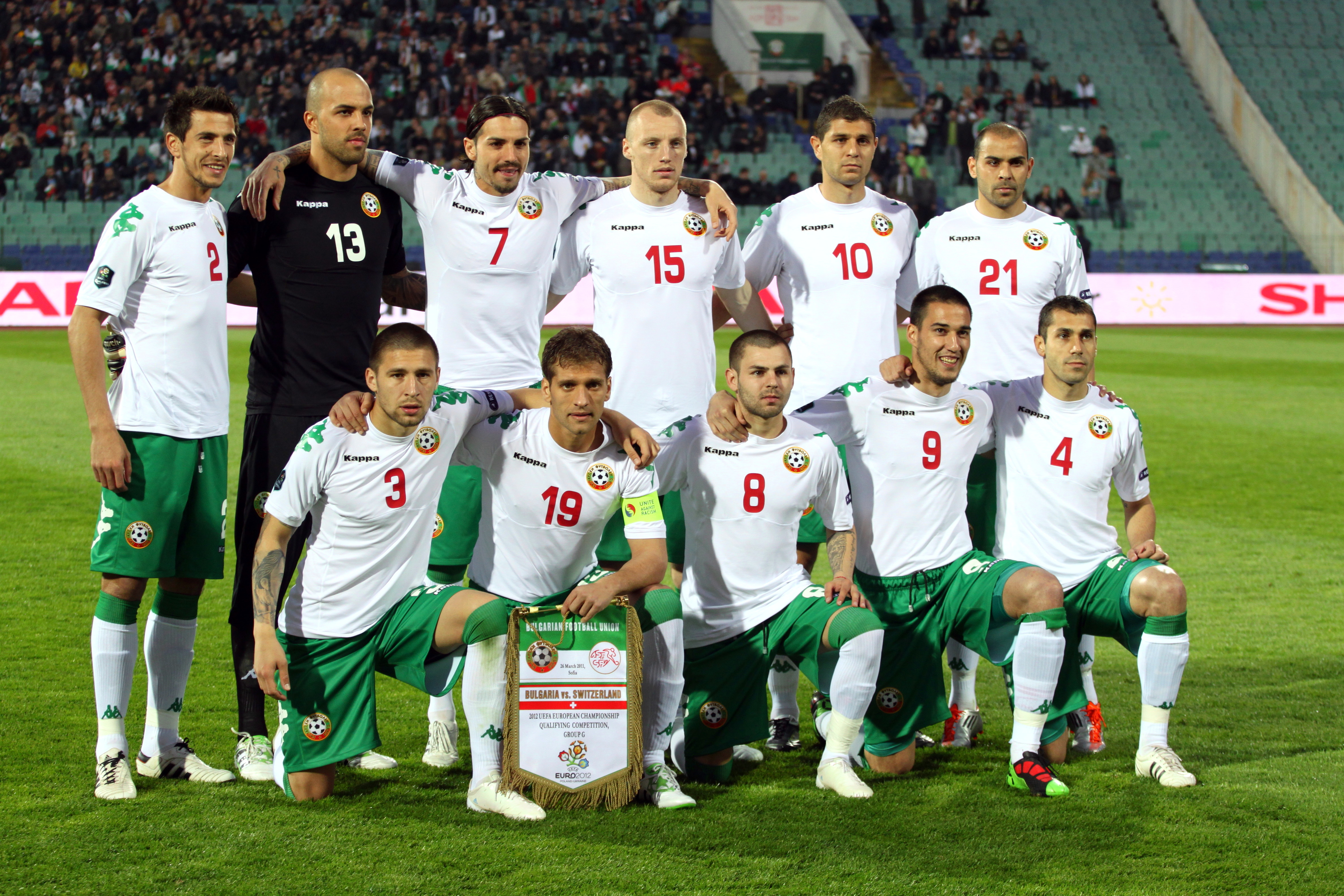
El equipo nacional búlgaro, vistiendo el uniforme local diseñado por Kappa.

## Diseño
Camiseta blanca, short verde y calcetas verdes. Recientemente, las calcetas rojas han reemplazado a las verdes, por lo que se ajustan en colores nacionales búlgaros de la bandera. La camiseta suele consistir en una camiseta roja, short blanco o verde y calcetas rojas.

## Local
| 1922-1950 | 1976-1977 | 1986-1990 | 1991-1992 | 1992-1994 | 1994 | 1994 (vs Moldavia) | 1994 (vs Gales) | 1996-1998 |

| 1998-2000 | 2000-2002 | 2002-2004 | 2004-2006 | 2006-2008 | 2008-2009 | 2010-2011 | 2011-2014 | 2014-2016 |

| 2016-2017 | 2018-2019 | 2020-2022 | 2022-2024 | 2024-act. |

## Alternativo
| 1976–1977 | 1984-1985 | 1986 | 1992-1994 | 1994 | 1996-1998 | 1998–2000 | 2000-2002 | 2001 vs México |

| 2002-2004 | 2004-2006 | 2006-2008 | 2008-2010 | 2010-2011 | 2011-2014 | 2014-2015 | 2016-2017 | 2018-2019 |

| 2020-2022 | 2022-2024 | 2024-act. |

### Tercero
| 2016-2017 | 2024-act. |  |

## Proveedores
| Marca  | Periodo       |
| ------ | ------------- |
| Adidas | 1974–1995     |
| Puma   | 1995–2010     |
| Kappa  | 2010–2014     |
| Joma   | 2014–2022     |
| Macron | 2023–presente |

- Datos: Q85879050